# 2000年シドニーオリンピックのノルウェー選手団
2000年シドニーオリンピックのノルウェー選手団（2000ねんシドニーオリンピックのノルウェーせんしゅだん）は、2000年9月15日から10月1日にかけてオーストラリアのニューサウスウェールズ州シドニーで開催された2000年シドニーオリンピックのノルウェー選手団、およびその競技結果。

## 概要
今大会は金メダル4個、銀メダル3個、銅メダル3個の合計10個のメダルを獲得した。

## メダル
| メダル | 選手名                             | 競技 | 種目         |
| ------ | ---------------------------------- | ---- | ------------ |
| 金     | トリネ・ハッテスタート             | 陸上 | 女子やり投   |
| 銀     | シェルティ・テュッセ・プラッツェル | 陸上 | 女子20km競歩 |